# كيكو فوروكاوا
كيكو فوروكاوا (باليابانية: 古川圭子؛ بالكانا: ふるかわ けいこ) هي صحفية يابانية، ولدت في 30 يناير 1967 في اليابان.